# 李家街道
李家街道，是中华人民共和国辽宁省大連市沙河口区下辖的一个乡镇级行政单位。

## 行政区划
李家街道下辖以下地区：
文园社区、福园社区、绿波社区、绿香社区、锦苑社区、锦云社区、锦霞社区、锦虹社区、锦华社区、绿苑社区、绿景社区、锦绣社区、锦江社区、绿山社区和绿清社区。